# Jean-Simon Desgagnés
Jean-Simon Desgagnés (Quebec, 26 de julio de 1998) es un deportista canadiense que compite en atletismo, especialista en las carreras con obstáculos. En los Juegos Panamericanos de 2023 obtuvo una medalla de oro en la prueba de 3000 m obstáculos.

## Palmarés internacional
| Juegos Panamericanos | Juegos Panamericanos | Juegos Panamericanos | Juegos Panamericanos |
| Año                  | Lugar                | Medalla              | Prueba               |
| -------------------- | -------------------- | -------------------- | -------------------- |
| 2023                 | Santiago (Chile)     | Medalla de oro       | 3000 m obstáculos    |